# Eiður Guðjohnsen
Eiður Smári Guðjohnsen, a médiában leginkább Eidur Gudjohnsen (Reykjavík, 1978. szeptember 15. –) izlandi válogatott labdarúgó, korábban a Chelsea FC-nél és a FC Barcelona-nál is szerepelt. Leginkább középcsatár poszton volt bevethető.

## Életrajza

### Fiatalkora
Apja, Arnór Gudjohnsen az egyik legjobb izlandi labdarúgó volt, fénykorában a belga RSC Anderlechtnél is megfordult. Eidur akkor született, amikor az apja még csak 17 volt. Ezután költöztek Belgiumba. Apja karrierjének végeztével hazatértek. Eidur a Valur nevű reykjavíki klubhoz igazolt, és már 15 évesen bemutatkozott az izlandi élvonalban. 1994-ben, 16 évesen leigazolta a PSV Eindhoven, ahol olyan játékosokkal került össze, mint a későbbi világbajnok Ronaldo és Vampeta, vagy az öreg Luc Nilis. 17 évesen mutatkozott be a holland csapatban, és nemsokára a Bajnokok Ligájában is pályára lépett, az FC Barcelona ellen.
1996. április 24-én, Eidur és az apja bekerült a történelembe; egy Izland-Észtország meccsen Arnór helyére a második félidőre Eidur állt: az első alkalom, hogy egy apa és a fia egy csapatban szerepeltek egy válogatott meccsen.
1996 őszén Eidur eltörte a bokáját, és sokáig nem játszhatott. Amíg gyógyult, a PSV elküldte. Egy fél évig játszott az izlandi KR Reykjavíkban, aztán az angol másodosztályba, a Bolton Wanderersbe igazolt, és 1 év alatt 21 gólt rúgott, és hozzásegítette a Trotterst, hogy bejussanak a Ligakupa és a FA Kupa elődöntőjébe.

### Chelsea FC
2000 nyarán Gudjohnsen 4 millió fontért aláírt a Chelsea-hez. A 2001-02-es szezonra állt össze igazán a csatársor, Gudjohnsen és Hasselbaink összesen 50 gólt rúgtak (Gudjohnsen maga 23-at).
2003 elején Gudjohnsen szerencsejátékon 400000 fontot veszített öt hónap alatt.
Hihetetlen technikájának és gyorsaságának hála, számos emlékezetes gólt rúgott a Stamford Bridge-en. Első mesterhármasát a Blackburn Rovers ellen szerezte, 2004 októberében. A Chelsea új edzője, José Mourinho inkább támadó középpályásként játszatta Eidurt, aki nagyszerűen megállta a helyét a két szélen, középen, csatárként vagy védekező középpályásként is.
Miután Roman Abramovics lett a Chelsea tulajdonosa, és olyan drága csatárokat vett a csapat, mint például Adrian Mutu, Didier Drogba és Hernán Crespo, szóba került, hogy Gudjohnsen nem fog bírni a konkurenciával, inkább adják el. Ennek ellenére szinte mindig játszott a következő három idényben, jobbára Frank Lampard mellett támadó középpályásként (rajtuk kívül Claude Makélélé, és a két szélső tartozott a középpályás-sorhoz). A 2005-06-os idény előtt azonban Michael Essien is a csapathoz érkezett (44 millió dollárért), így Gudjohnsennek még nehezebb volt bekerülnie az egyébként is túlzsúfolt középpályás-sorba (Lampard, Makélélé, Robben, Joe Cole, Wright-Phillips, Duff, Essien. Mourinho ugyanis ragaszkodott az egycsatáros játékhoz, arra a posztra Drogba volt az első számú jelölt.

### FC Barcelona
Mivel a Chelsea még több méregdrága játékost vett, mint például Andrij Sevcsenkót, vagy Michael Ballackot, Gudjohnsen esélyei egyre csökkentek arra, hogy stabil kezdő legyen. Bár kapcsolatba hozták a Real Madriddal és a Manchester Uniteddel, 2006. június 14-én aláírt a Barcelonához, a veterán Henrik Larsson ugyanis hazatért a Helsingborghoz, hogy Svédországban fejezze be pályafutását. 
Végül 12 millió eurós fizetésben egyeztek meg. 2006. augusztus 28-án mutatkozott be a Celta Vigo ellen. Három perccel a meccs vége előtt ő szerezte a győztes találatot, amivel 3-2-re nyertek.

## Sikerei, díjai
- Holland kupagyőztes : 1996
- Holland szuperkupa-győztes : 1996
- Holland bajnok : 1997
- Angol ligakupa-győztes : 2005
- Angol bajnok : 2005, 2006
- Angol szuperkupa-győztes : 2005
- Spanyol szuperkupa-győztes : 2006
- Katalán kupa-győztes: 2007